# Capanna Monte Bar
Die Capanna Monte Bar (deutsch Monte-Bar-Hütte) ist eine Schutzhütte der Sektion Tessin des Schweizer Alpen-Clubs (SAC) im Val Colla in der Gemeinde Capriasca im Kanton Tessin. Sie steht in aussichtsreicher Lage auf 1602 m ü. M. unter dem Gipfel des Monte Bar (1816 m ü. M.) in den Luganer Voralpen.

## Geschichte
Die erste Hütte wurde 1936 gebaut und 1993 renoviert. Die 2016 neu gebaute Hütte ist Eigentum der Sektion Tessin des Schweizer Alpen-Clubs. Die aus Lärchenholz gebaute, kompakte Hütte hat eine niedrige Umweltbelastung und ist für den Ganzjahresbetrieb an das Elektrizitätsnetzwerk angeschlossen.
Die Hütte besitzt einen Speisesaal für 60 Personen sowie eine grosse Panoramaterrasse mit Tischen. Die 42 Schlafplätze sind auf Zimmer mit 2, 4 oder 6 Betten aufgeteilt. Ein kleiner Seminarsaal hat 20 Plätze.
Die Hütte ist als Stützpunkt für Mountainbiker konzipiert (abschliessbarer Abstellraum, Batterienauflademöglichkeit, kleine Werkstatt im Bike-Hotel-Standard).
Von der Panoramaterrasse überblickt man Lugano und seine Umgebung, die Voralpen, das Monvisodreieck, den Monte Rosa und die Gipfel der Tessiner Alpen.

## Hüttenzustiege mit Gehzeit
- Von Corticiasca, Val Colla, (1016 m ü. M.) in 1 ½ Stunden (Schwierigkeitsgrad T2).
- Von der Alpe Rompiago (1180 m ü. M.) in 1 ½ Stunden (T1).
- Von Bidogno, Val Colla, (810 m ü. M.) in 2 Stunden (T2).
- Von Gola di Lago (972 m ü. M.) in 2 ½ Stunden.
- Von Isone (748 m ü. M.), Val di Serdena, Piandanazzo in 3 Stunden
- Von Scareglia, Val Colla, (984 m ü. M.) in 3 ½ Stunden.
- Von Signôra, Val Colla, (994 m ü. M.) in 3 ½ Stunden.
- Von Roveredo Capriasca, Val Colla, (748 m ü. M.) in 4 Stunden (T2).

Die Ortschaften im Val Colla sind mit dem öffentlichen Bus ab Lugano erreichbar.

## Aufstiege
- Monte Bar (1816 m ü. M.) in 45 Minuten (T2).

## Übergänge zu Nachbarhütten
- Capanna La Ginestra (960 m ü. M.) in 2 Stunden
- Capanna San Lucio an der Grenze in Italien (1540 m ü. M.) in 3 Stunden
- Capanna Pairolo, SAT Lugano, (1347 m ü. M.) in 6 Stunden
- Capanna Gesero, UTOE Bellinzona, (1772 m ü. M.) in 10 Stunden

## Skitouren
Gazzirola (2116 m ü. M.) Aufstieg in 2 Stunden (Schwierigkeitsgrad WS+)

## Aktivitäten
Die Hütte und das Gebiet sind geeignet für Wanderer, Naturliebhaber, Biker, Schulen, Familien und Gruppen.